# Deinosuchus
A Deinosuchus (nevének jelentése 'borzalmas krokodil', az ógörög δεινός / deinosz ('borzalmas') és σουχος / szukhosz ('krokodil') szavak összetételéből) az aligátorfélék egy kihalt rokona, amely a késő kréta kor campaniai emeletében, 84,9–70,6 millió évvel ezelőtt élt. Legelső maradványait Észak-Karolinában fedezték fel az 1850-es években – később még Georgia, Új-Mexikó és Montana területén is találtak hozzá tartozó leleteket –, de a nemet csak 1909-ben nevezték el és írták le. Az 1940-es években további fosszilis töredékeket találtak, melyekkel az Amerikai Természetrajzi Múzeumban (American Museum of Natural History) jelentős, ám helytelen koponyarekonstrukciót végeztek. A Deinosuchusszal kapcsolatos ismeretek hiányosak maradtak, de a későbbiekben jobb koponyamaradványok kerültek elő, melyek segítettek e masszív ragadozó tudományos megértésében.
Bár a Deinosuchus sokkal nagyobb volt valamennyi modern krokodilfélénél vagy aligátorfélénél (a hossza elérhette a 10,6 métert), általános megjelenése meglehetősen hasonlított kisebb rokonaiéra. Nagy, zúzásra szolgáló fogakkal rendelkezett, a hátát pedig vastag, félkör alakú bőrcsontok (osteodermák) borították. Egy tanulmány szerint egy Deinosuchus feltehetően 50 évig is elélt, a modern krokodilokhoz hasonló mértékben növekedve, de a növekedési folyamata jóval hosszabb ideig tartott.
A Deinosuchus fosszíliáit az Egyesült Államok tíz államában, például Texasban, Montanában és a keleti part mentén több helyen is megtalálták. Maradványait Mexikó északi részén szintén felfedezték. A Nyugati Belső Víziút mindkét oldalán előfordult, emellett pedig a táplálékforrásokban nem válogató (opportunista) csúcsragadozóként élt Észak-Amerika keleti parti területein. A Deinosuchus legnagyobb példányai a nyugati élőhelyeken éltek, de a keleti populációk jóval nagyobb létszámúak voltak. A vélemények megoszlanak arról, hogy e két populáció vajon két különböző fajt képvisel-e. A Deinosuchus valószínűleg képes volt megölni és elfogyasztani a nagyméretű dinoszauruszokat, emellett pedig feltehetően tengeri teknősökkel, halakkal és más vízi és szárazföldi állatokkal táplálkozott.

## Anatómia

### Morfológia
Hatalmas mérete ellenére a Deinosuchus általános megjelenése jelentősen nem tért el a modern krokodilokétól. A Deinosuchus aligátorszerű, kissé gumós hegyű, széles pofával rendelkezett. A premaxillákban négy fog helyezkedett el, melyek közül a pofa hegyéhez legközelebb levő pár jóval kisebb volt a másik kettőnél.
A maxillák (a felső állcsont fogtartó csontjai) 21 vagy 22 fogat tartalmaztak. A fogcsontokban (az alsó állcsont fogtartó csontjaiban) a fogak számának legalább 22-nek kellett lennie. Minden fog igen vastag és robusztus volt, az állcsont hátsó részén levők rövidek, kerekek és tompák voltak. Úgy tűnik, hogy inkább zúzásra adaptálódtak, mint lyukasztásra. A száj zárt helyzetében csak az alsó állcsont negyedik fogait lehetett látni.

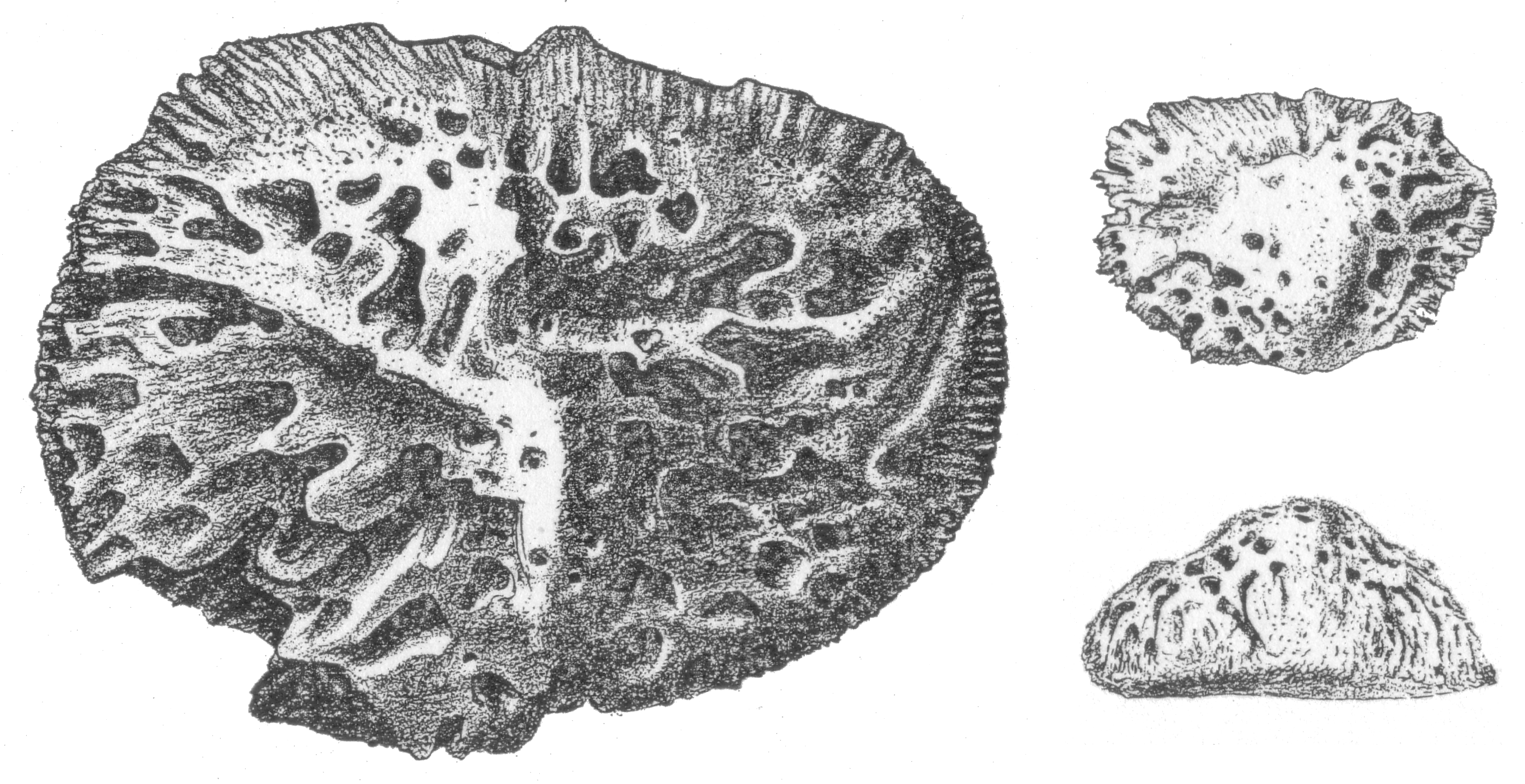
William J. Holland illusztrációja a Deinosuchus bőrcsontjairól. Aránylag vastagabbak a modern krokodilokéinál

A modern bordás krokodilok maximális harapásereje 16 414 newton, ami a ma élő állatok között a legerősebbnek számít. A Deinosuchus harapásereje a becslés szerint elérte a 18 000–102 803 newtont. Még a legnagyobb és legerősebb theropoda dinoszauruszok, például a Tyrannosaurus harapásereje is elmaradt a Deinosuchusétól.
A Deinosuchus másodlagos szájpaddal rendelkezett, ami lehetővé tette, hogy az orrlyukain keresztül lélegezzen, miközben a feje többi része a víz alá merült. A csigolyái az elülső részükön egy konkáv üreggel, a hátsó részükön egy konvex gumóval érintkezve (mélyedésből és gömbből álló felületet alkotva), előre konkáv módon kapcsolódtak egymáshoz. A másodlagos szájpad és az előre konkáv csigolyák a modern eusuchia krokodiloknál is megtalálható jellegzetességek.
A Deinosuchus hátát fedő bőrcsontok (epoccipitalis) szokatlanul nagyok, és mélyen beágyazottak voltak; egy részük nagyjából félkör alakot formázott. A bőrcsontokon levő nagy bemélyedések és barázdák a kötőszövetek kapcsolódási pontjaiként szolgáltak. A bőrcsontok és a kötőszövetek a szárazföldön együtt tehermentesítették a Deinosuchus súlyos testét. Ennek következtében a nagysága ellenére a Deinosuchus valószínűleg majdnem olyan gyorsan mozoghatott a szárazföldön, mint modern rokonai.

### Méret

A Deinosuchus maximális hossza a legutóbbi becslés szerint 10,6 méter lehetett. Ezzel szemben a legnagyobb modern bordás krokodilok ritkán érnek el 6 méternél nagyobb hosszúságot

A Deinosuchus ismert maradványainak töredékes természete miatt a becsült méretek nagyon változóak. 1954-ben Edwin H. Colbert és Roland T. Bird készítettek egy 1,8 méter hosszú Deinosuchus állkapocs rekonstrukciót, és „összehasonlító mérések alapján” kiszámították, hogy az óriás krokodil teljes testhossza elérhette a 15 métert is. 1999-ben Gregory M. Erickson és Christopher A. Brochu jóval kisebb értéket, 8–10 métert becsültek. 2002-ben David R. Schwimmer megjegyezte, hogy a Deinosuchus Észak-Amerika keleti partján élt kisebb és gyakoribb formájának koponyája rendszerint 1 méter hosszú volt. A koponyaméretek egyenlősége alapján Schwimmer az állat teljes hosszát 8 méterre, a tömegét pedig 2,3 tonnára valószínűsítette. Schwimmer kutatása szerint a Deinosuchus a kontinens nyugati részén nagyobb hosszúságot ért el. Egy aránylag jó állapotban megőrződött koponyájú texasi példány azt jelezte, hogy az állat feje 1,31 méter hosszú volt, amiből Schwimmer 9,8 méteres testhosszra következtetett. Bár a legnagyobb Deinosuchus maradvány koponyája túlságosan rossz minőségű e becslési módszer használatához, a csigolya alapján végzett arányszámítás szerint nagyobb méretű lehetett. Schwimmer szerint a legnagyobb példányok testhossza elérte a 12 métert, a tömegük pedig elérhette vagy meghaladhatta a 8,5 tonnát.
Egy különösen nagy állkapocs-töredék egy D. riograndensis mintából számítások szerint egy 147,5 centiméter hosszú koponyából származik. Ezt a hosszt használták fel egy regressziós egyenlettel, ami a mississippi aligátor fejhosszának arányát a testhosszához írja le, hogy kiszámítsák az egyed teljes méretét, ami ebben az esetben körülbelül 10,6 méter.
Bár nincs egyetértés a pontos méretét illetően, a fosszilis maradványok ennek ellenére azt jelzik, hogy a Deinosuchus sokkal nagyobb volt, mint bármelyik modern krokodil. A Deinosuchust gyakran minden idők legnagyobb krokodiljaként írják le, noha egyes krokodilformák, köztük a Purussaurus, a Rhamphosuchus és a Sarcosuchus feltehetően ugyanakkorák vagy még nagyobb méretűek voltak.

## Ősbiológia

### Élőhely

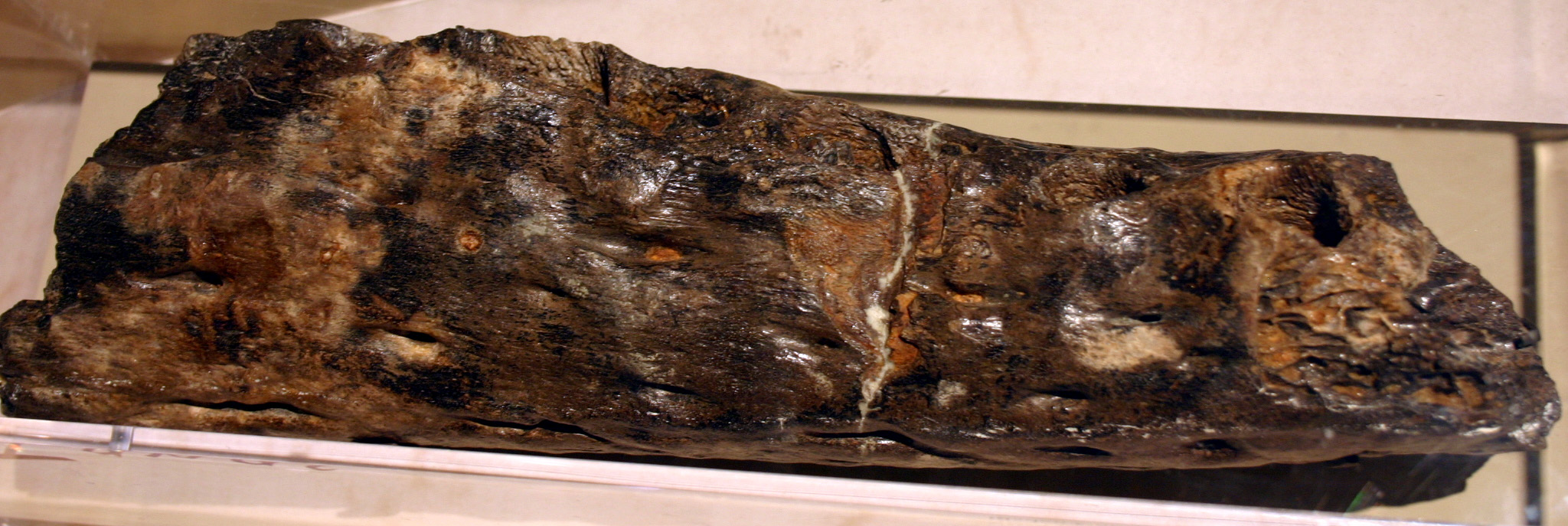
Egy Deinosuchus állcsonttöredék az Észak-karolinai Természettudományi Múzeum (North Carolina Museum of Natural Sciences) kiállításán. E nagyméretű alligatoroida fosszíliáit az Egyesült Államok tíz államában és Mexikó északi részén is felfedezték

A Deinosuchus a Nyugati Belső Víziút mindkét oldalán jelen volt. Példányokat találtak a mai Egyesült Államok tíz állama területén. 2006-ban egy a San Carlos-formációból származó Deinosuchus bőrcsontról számoltak be, ami azt jelezheti, hogy az óriási krokodil élettere Mexikó északi részére is kiterjedt. A Deinosuchus fosszíliái jóval nagyobb számban fordulnak elő Georgia parti síkságán, az alabamai határ közelében. A Deinosuchus összes ismert példányát késő kréta kori, campaniai korszakbeli kőzetekben fedezték fel. A nem legrégebbi példányai körülbelül 80 millió évesek, a legújabbak pedig nagyjából 73 millió évvel ezelőtt éltek.
A Deinosuchus példányok elterjedése azt jelzi, hogy ezek az óriás krokodilok feltehetően a tölcsértorkolati környezetet kedvelték. A texasi Aguja-formációban, ahol a Deinosuchus legnagyobb példányai közül többre is rátaláltak, e masszív ragadozók valószínűleg brakkvízű öblökben éltek. Bár egyes példányok óceáni üledékekből kerültek elő, nem egyértelmű, hogy a Deinosuchus kimerészkedett-e az óceánra, (ahogy a mai bordás krokodil), vagy az elpusztult állatok tetemei sodródtak el a parttól. A Deinosuchust egy igen egyedi, az észak-amerikai kontinens déli felét elfoglaló élettér feltűnő elemeként írták le.

### Étrend

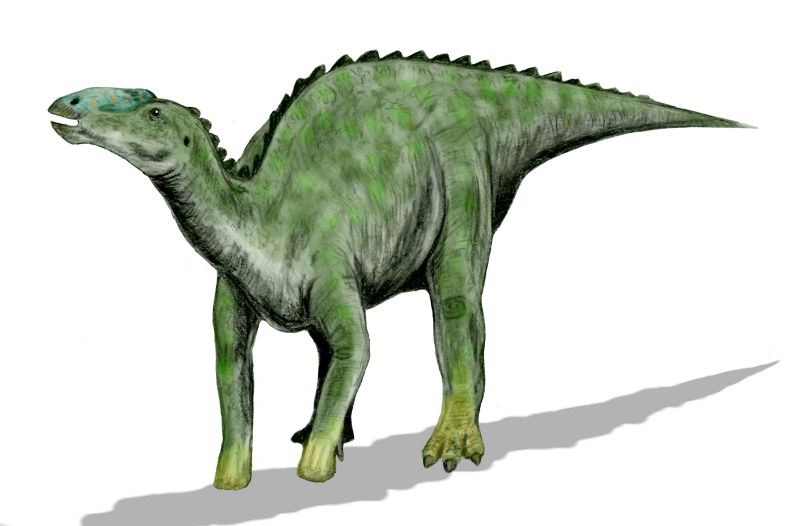
A Deinosuchus feltehetően nagytestű ornithopodákat is elejtett. A felül látható Kritosaurus az óriás krokodil mellett élt az Aguja-formáció ökoszisztémájában

1954-ben, Edwin H. Colbert és Roland T. Bird felvetették, hogy a Deinosuchus „talán nagyon is jó vadász volt, és felfalta kortársaként élő dinoszauruszok egy részét is”. 1961-ben Colbert már jóval magabiztosabban állt elő ezzel az elmélettel: „Biztos, hogy ez a krokodil dinoszauruszokat is zsákmányul ejtett, máskülönben miért vált volna ennyire nyomasztóan óriásivá? A vízben vadászott, ahová az óriás theropodák nem mentek be.”. 2002-ben David R. Schwimmer kijelentette, hogy a Big Bend Nemzeti Parkból több olyan hadrosaurida farokcsigolya került elő, amelyen a Deinosuchus fognyomai láthatók, megerősítve a feltevést, hogy a Deinosuchus legalábbis egyes esetekben dinoszauruszokkal táplálkozott. 2003-ban, Christopher A. Brochu a fognyomok bizonyítékát nem találta meggyőzőnek, azonban ennek ellenére egyetértett azzal, hogy a Deinosuchus „időről időre valószínűleg ornithopodákat evett ebédre”. A Deinosuchusról általában azt gondolják, hogy a modern krokodilokéhoz hasonló vadásztaktikát alkalmazott, a vízpartnál lesben állva várakozott a dinoszauruszokra és más szárazföldi állatokra, majd a víz alá nyomta a zsákmányt addig, amíg az meg nem fulladt.
Schwimmer és G. Dent Williams 1996-ban kijelentette, hogy a Deinosuchus feltehetően tengeri teknősökkel táplálkozott. A Deinosuchus az állcsontja hátsó részén levő robusztus, lapos fogakat valószínűleg a teknősök páncéljainak összezúzására használta. A „Pleurodira” tengeri teknősök közé tartozó Bothremys különösen gyakori volt a Deinosuchus keleti élőhelyén, és sok e nemhez tartozó páncélt találtak olyan fognyomokkal, amelyek nagy valószínűséggel óriási krokodiloktól származnak.
Schwimmer 2002-ben arra következtetett, hogy a Deinosuchus táplálkozási mintái nagy valószínűséggel a földrajzi lelőhellyel együtt változtak; az Észak-Amerika keleti részén élő kisebb Deinosuchus opportunista módon táplálkozhatott, a mai mississippi aligátoréhoz hasonló ökológiai fülkét betöltve. Tengeri teknősöket, nagyobb halakat és kisebb dinoszauruszokat fogyaszthatott. A nagyobb, de ritkább Deinosuchus, amely Texas és Montana területén élt, specializáltabb vadász lehetett, és nagyobb dinoszauruszokat is elejthetett. Schwimmer megjegyezte, hogy a keleti élőhelyen egyetlen theropoda dinoszaurusz sem érte el a Deinosuchus méretét, ami azt jelzi, hogy a masszív krokodil lehetett a régió csúcsragadozója.

### Növekedési arány
Gregory M. Erickson és Christopher A. Brochu 1999-es tanulmánya szerint a Deinosuchus növekedési aránya összevethető a modern krokodilokéval, de a folyamat nála jóval hosszabb ideig tartott. Becslésük különböző példányok háti bőrcsontjainak növekedési gyűrűin alapul, és azt jelzi, hogy a Deinosuchus 35 éves korára érhette el teljes méretét, továbbá hogy a legidősebb példányok kora az 50 évet is meghaladta. Ez teljesen eltér a nagyméretű dinoszauruszok növekedési stratégiájától, ezen állatok ugyanis sokkal gyorsabban érték el felnőttkori méretüket és rövidebb ideig éltek. Erickson szerint egy kifejlett Deinosuchus „több generációnyi dinoszauruszt látott megjelenni és eltűnni”.
Schwimmer 2002-ben megjegyezte, hogy Erickson és Brochu növekedési aránnyal kapcsolatos feltevései csak akkor érvényesek, ha a bőrcsontok növekedési gyűrűi egyéves időszakokat tükröznek, ahogy a modern krokodilokéi. Schwimmer szerint a Deinosuchusnál megfigyelhető növekedési gyűrűkre több tényező hathatott, beleértve a zsákmányállatok költözését, a nedves és száraz évszakok változásait vagy az óceáni áramlatok és a tápanyag keringését. Ha a Deinosuchus növekedési gyűrűi nem egy évet jelentenek, hanem évente kétszer újultak meg, akkor az azt jelzi, hogy a Deinosuchus gyorsabban növekedett, mint a modern krokodilok, és a maximális életkora hasonló volt.

## Felfedezés és elnevezés

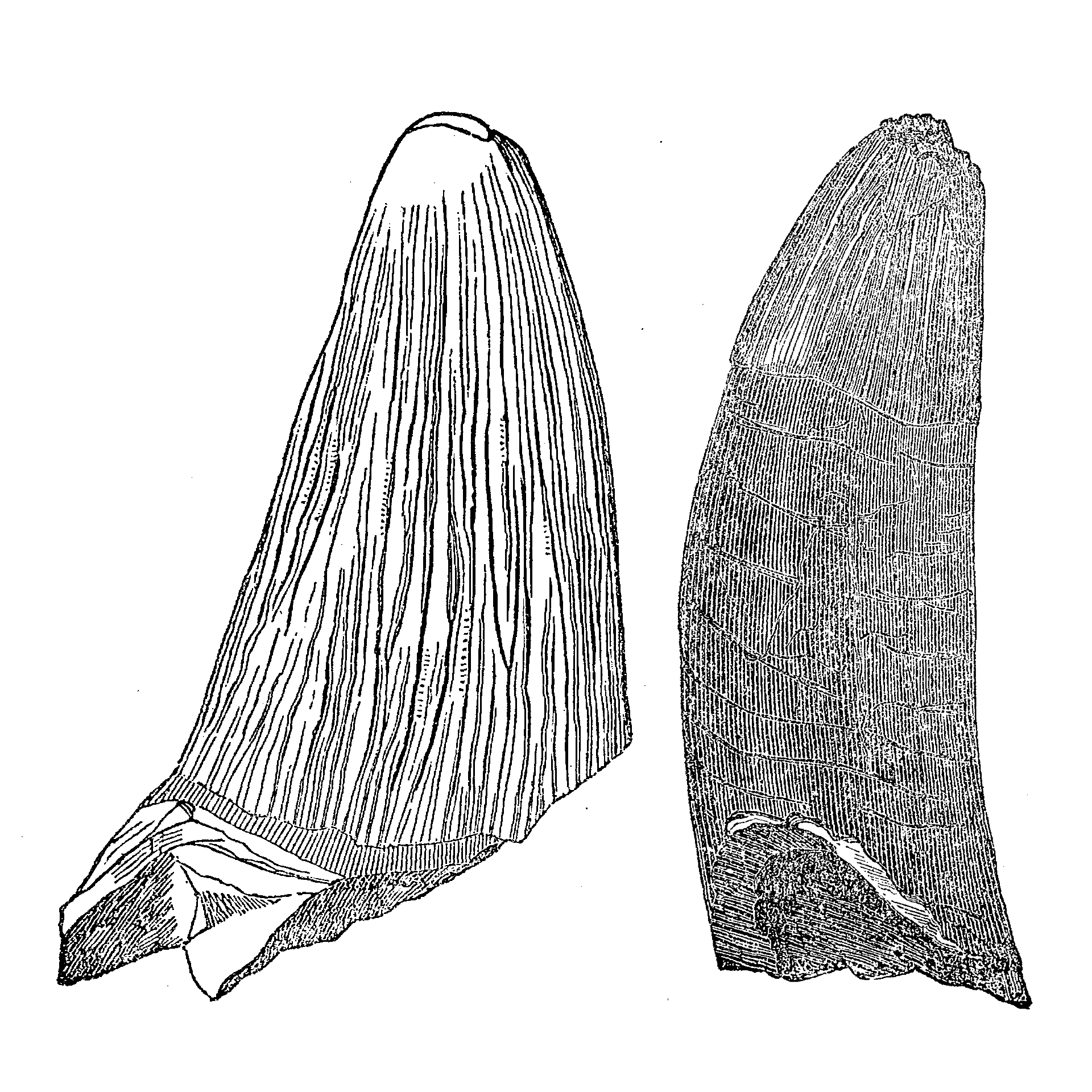
1858-ban Ebenezer Emmons illusztrációt készített két fosszilizálódott fogról. Az a legvalószínűbb, hogy a leletek a később Deinosuchus néven ismertté vált krokodilhoz tartoznak

1858-ban a geológus Ebenezer Emmons leírást készített két, az Észak-Karolina állambeli Bladen megyéből előkerült nagy, fosszilizálódott fogról. Emmons a fogakat a Polyptychodonhoz kapcsolta, melyről akkoriban azt gondolta, hogy a „krokodil hüllők egy neme”. A későbbi felfedezések megmutatták, hogy a Polyptychodon valójában a tengeri hüllők egy fajtája, egy plioszaurusz-féle volt. A fogakat Emmons vastagnak, enyhén görbültnek és függőlegesen rovátkolt zománcúnak írta le; az új fajnak a P. rugosus nevet adta. Bár ezt kezdetben nem ismerték fel, a fogak valószínűleg az első tudományosan leírt Deinosuchus maradványok. A szomszédos Sampson megyében egy másik, valószínűleg a Deinosuchustól származó nagy fogat fedeztek fel, aminek Edward Drinker Cope 1869-ben a Polydectes biturgidus nevet adta.
1903-ban John Bell Hatcher és Timothy William Stanton a Montanai Willow pataknál több fosszilis bőrcsontot fedeztek fel, melyek „a talaj felszínén hevertek”. Ezeket a bőrcsontokat kezdetben az ankylosaurida Euoplocephalusénak tulajdonították. Az ásatást végző William H. Utterback további fosszíliákra, többek között további bőrcsontokra, valamint csigolyákra, bordákra és egy szeméremcsontra bukkant. Mikor ezeket a maradványokat megvizsgálták, kiderült, hogy egy nagy krokodilhoz tartoznak, és nem egy dinoszauruszhoz; az erről értesülő Hatcher számára a leletanyag „azonnal érdektelenné vált”. Miután Hatcher 1904-ben meghalt, kollégája William Jacob Holland megvizsgálta és leírta a fosszíliákat. 1909-ben Holland a példányokat egy új nemhez és fajhoz, a Deinosuchus hatcherihez kapcsolta. A Deinosuchus név az ógörög δεινός / deinosz ('borzalmas') és σουχος / szukhosz ('krokodil') szavak összetételéből származik.

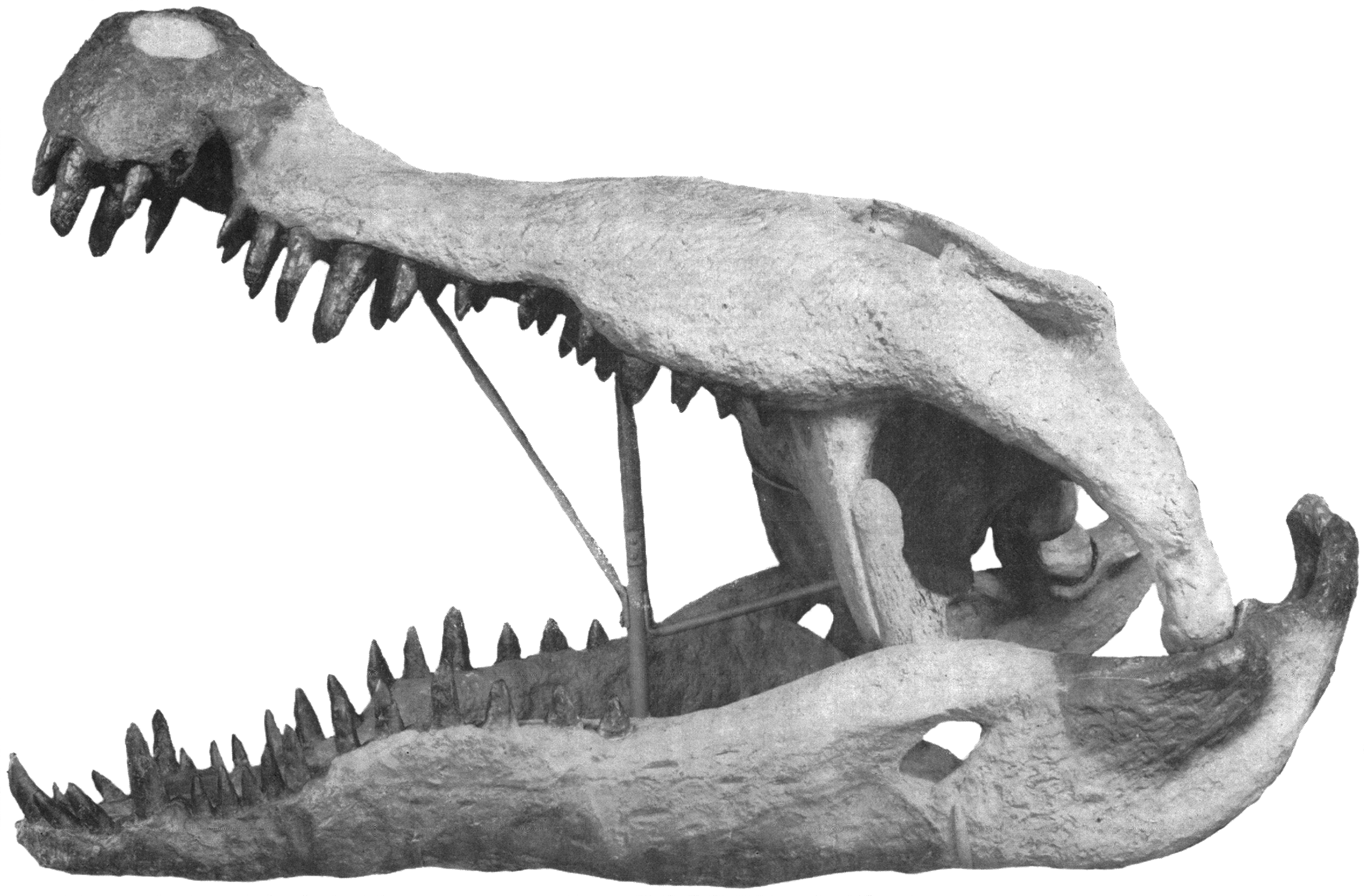
Ez a közel egy fél évszázadon át az Amerikai Természetrajzi Múzeumban (American Museum of Natural History) kiállított koponya rekonstrukció valószínűleg a legjobban ismert Deinosuchus fosszília. A sötét, árnyékolt részek valódi fosszilis csontok, míg a világosabb darabok gipszből készültek

Az Amerikai Természetrajzi Múzeum (American Museum of Natural History) 1940-es expedíciója további óriás krokodil fosszíliákat gyűjtött össze a texasi Big Bend Nemzeti Parkban. Ezekről a példányokról Edwin H. Colbert és Roland T. Bird Phobosuchus riograndensis néven készített leírást. Donald Baird és Jack Horner a Big Bendből származó maradványokat később a Deinosuchushoz kapcsolta, amit a legtöbb modern szerző is elfogadott. A nem nevét, a Nopcsa Ferenc által 1924-ben megalkotott Phobosuchust időközben elvetették, mivel több különféle krokodilfaj maradványai tartoztak hozzá, melyekről kiderült, hogy nem álltak közeli rokonságban egymással.
Az Amerikai Természetrajzi Múzeum a koponya és állcsont töredékeket egybeépítette egy gipsz rekonstrukcióval, amit a napjainkban élő rombuszkrokodil alapján készítettek el. Colbert és Bird rekonstrukciója az akkor elfogadott testméretek és arányok szerint készült. Mivel akkor még nem volt ismert, hogy a Deinosuchus milyen széles pofával rendelkezett, Colbert és Bird hibásan számította ki a koponya arányait, és a rekonstrukció nagyban meghaladta a tényleges szélességet és hosszúságot. Valószínűleg inkább egy hosszú koponyájú modern fajt, például a bordás krokodilt kellett volna mintaként használniuk, emellett a 15 méteres testhossz helyett is ma már inkább a 10,6 méteres a valószínű. A pontatlanságok ellenére a rekonstruált koponya a Deinosuchus legismertebb példányává vált, és először hívta fel a közvélemény figyelmét erre az óriási krokodilra.
A következő évtizedekben számos további Deinosuchus példányt fedeztek fel. A legtöbbjük meglehetősen töredékes volt, de kiterjesztették az óriás ragadozó geográfiai elterjedésével kapcsolatos tudást. Ahogy Christopher A. Brochu megjegyezte, a bőrcsontok eléggé egyediek ahhoz, hogy még a „csont granola” is alkalmas a Deinosuchus jelenlétének igazolására. Emellett jobb állapotú koponya maradványokat is találtak; 2002-ben David R. Schwimmer képes volt létrehozni a koponya 90%-ának összetett számítógépes rekonstrukcióját.

## Osztályozás

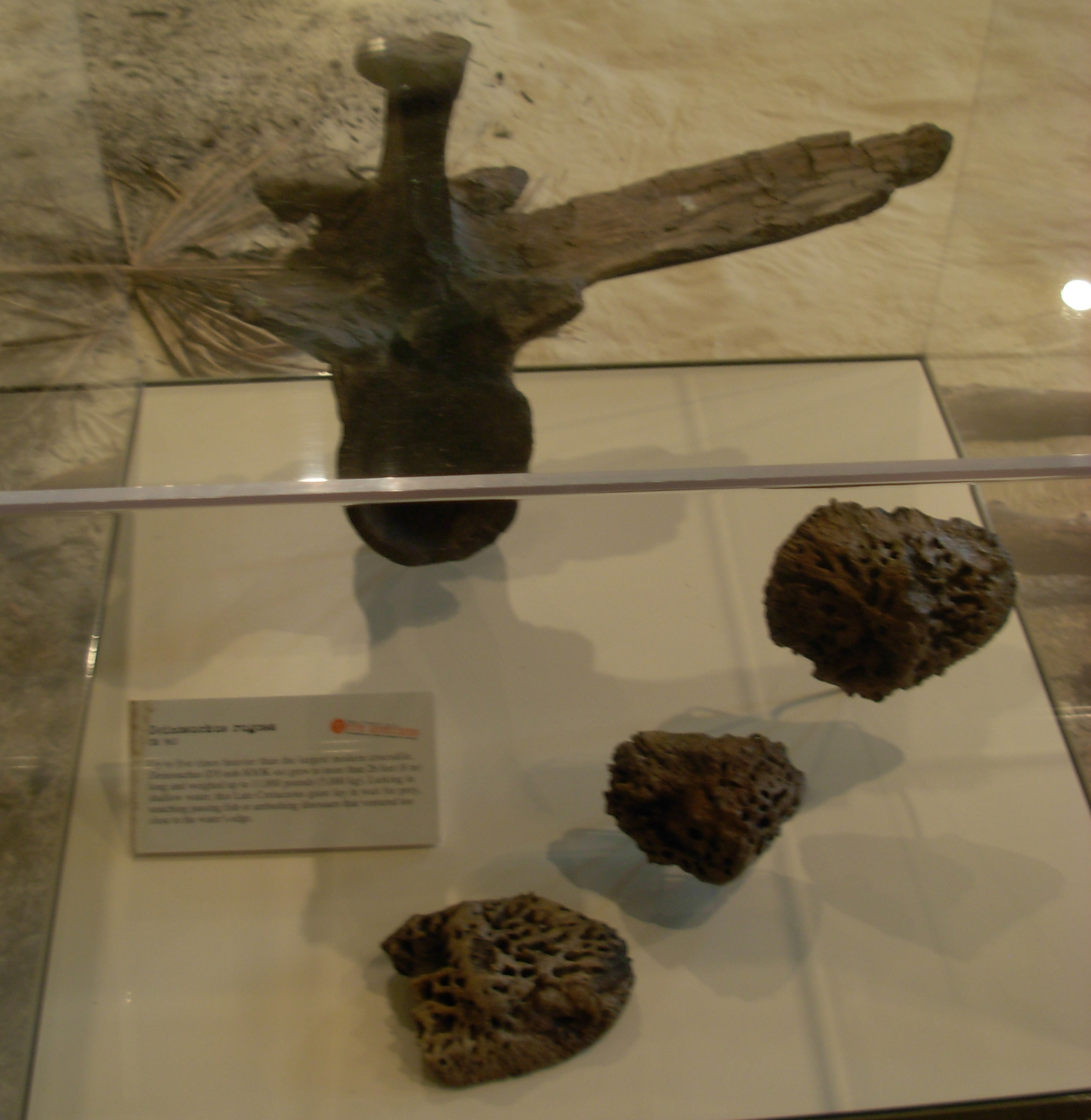
A Deinosuchus páncélzata és csigolyája a Carnegie Természetrajzi Múzeum (Carnegie Museum of Natural History) gyűjteményében

A Deinosuchust, fogainak modern krokodilokra emlékeztető jellemzői alapján Colbert és Bird a Crocodylidae családban helyezték el. A Brochu által 1999-ben elvégzett filogenetikus újraértékelés szerint azonban valójában az Alligatoroidea kezdetleges tagja volt. Emiatt a Deinosuchus „nem a világ legnagyobb krokodilja, hanem a világ legnagyobb aligátora”. Ezt az osztályozást támogatta egy 2005-ben, az alabamai Blufftown-formációban felfedezett, jó állapotban megőrződött Deinosuchus agykoponya is, melynek egyes jellemzői a modern mississippi aligátorra emlékeztetnek. Bár a klád prehisztorikus tagja, a Deinosuchus nem a modern aligátorok közvetlen őse. A legközelebbi rokona feltehetően a Leidyosuchus és a Diplocynodon volt.
Schwimmer (2002-ben) az összes Deinosuchus példányt egyetlen faj tagjának ítélte. Megjegyezte, hogy több hasonlóság, mint különbség volt a keleti és a nyugati populáció között, és hogy e különbségek többsége a nyugati példányok nagyobb méretéhez kapcsolódott. A Zoológiai Nevezéktan Nemzetközi Kódexe elsőbbségi szabálya alapján a faj neve D. rugosus. Spencer G. Lucas és szerzőtársai (2006-ban) a Deinosuchust szintén monospecifikus (egy fajból álló) nemnek tekintették. Azonban Brochu (2003-ban) megkérdőjelezte Schwimmer elemzését, kijelentve, hogy a méret fontos diagnosztikus jellemző lehet, és hogy a Schwimmer által a két populáció közötti szinonímia létrehozására felhasznált több tulajdonság valójában kezdetleges jelleg, ami más nemekkel közös is lehet. Schwimmer (2002-ben) a nyugati populációra nem hivatalosan D. riograndensisként hivatkozott, és több kutató, köztük John J. Anglen és Thomas M. Lehman (2000-ben), valamint James Westgate és szerzőtársai (2006-ban) ismét ehhez a fajhoz sorolták be a Deinosuchus nyugati példányait.
A Judith-folyó mellett 1909-ben William Jacob Holland által talált példányt 2004-ben a Deinosuchus hatcheri fajba sorolták át.

## Fordítás
- Ez a szócikk részben vagy egészben a Deinosuchus című angol Wikipédia-szócikk ezen változatának fordításán alapul.  Az eredeti cikk szerkesztőit annak laptörténete sorolja fel. Ez a jelzés csupán a megfogalmazás eredetét és a szerzői jogokat jelzi, nem szolgál a cikkben szereplő információk forrásmegjelöléseként.